# Tina Maze
Tina Maze (ur. 2 maja 1983 w Slovenj Gradcu) – słoweńska narciarka alpejska, wielokrotna medalistka olimpijska i mistrzostw świata oraz zdobywczyni Pucharu Świata. Jedna z zaledwie kilku alpejek w historii, które zwyciężały w pięciu konkurencjach narciarstwa alpejskiego, przy czym Maze dokonała tego w jednym sezonie.

## Kariera
Po raz pierwszy na arenie międzynarodowej pojawiła się 26 listopada 1998 roku w Tignes, gdzie w zawodach FIS Race nie ukończyła pierwszego przejazdu slalomu. Dwa dni później w Val Thorens była druga w slalomie gigancie, a kolejnego dnia odniosła pierwsze zwycięstwo. W marcu 1999 roku wystąpiła na mistrzostwach świata juniorów w Pra Loup, gdzie jej najlepszym wynikiem było czternaste miejsce w supergigancie. Na rozgrywanych rok później mistrzostwach świata juniorów w Québecu była między innymi siódma w supergigancie i dziesiąta w gigancie. Najlepszy wynik w tej kategorii wiekowej osiągnęła podczas mistrzostw świata juniorów w Verbier w 2001 roku, kończąc rywalizację w gigancie na szóstej pozycji. Brała także udział w mistrzostwach świata juniorów w Tarvisio w 2002 roku, jednak plasowała się poza czołową dziesiątką.
W zawodach Pucharu Świata zadebiutowała 2 stycznia 1999 roku w Mariborze, gdzie nie ukończyła pierwszego przejazdu w slalomie gigancie. Pierwsze pucharowe punkty wywalczyła 28 października 2000 roku w Sölden, zajmując 24. miejsce w swej koronnej konkurencji. Pierwszy raz na podium zawodów tego cyklu stanęła po trzech latach od debiutu, 4 stycznia 2002 roku, także w Mariborze zajmując drugie miejsce w gigancie. Pierwsze zwycięstwo odniosła na inaugurację sezonu 2002/2003, 26 października 2002 roku w Sölden, gdzie wspólnie z Norweżką Andrine Flemmen i Austriaczką Nicole Hosp była najlepsza w gigancie. Było to pierwsze w historii Pucharu Świata zwycięstwo podzielone między trzy zawodniczki. Od tej pory w każdym kolejnym sezonie, z wyjątkiem sezonu 2006/2007, przynajmniej raz stawała na podium zawodów PŚ. Najlepsze wyniki osiągnęła w sezonie 2012/2013, kiedy zwyciężyła w klasyfikacji generalnej i klasyfikacjach supergiganta i superkombinacji, natomiast w klasyfikacjach zjazdu i slalomu giganta była druga. Została tym samym szóstą alpejką w historii, która odnotowała zwycięstwa we wszystkich konkurencjach narciarstwa alpejskiego i trzecią, która dokonała tego w jednym sezonie. W sezonie tym ustanowiła także rekord ilości miejsc na podium zawodów PŚ w jednym sezonie – 24. Została ponadto pierwszą zawodniczką, która w zawodach PŚ zebrała ponad 2000 punktów w jednym sezonie – 2414. Obydwa rekordy dotyczą zarówno Pucharu Świata pań jak i panów i obydwa należały od sezonu 1999/2000 do Austriaka Hermanna Maiera.
Pierwszą imprezą w kategorii seniorek w jakiej wzięła udział były mistrzostwa świata w St. Anton w 2001 roku. Zajęła tam między innymi szesnaste miejsce w slalomie. Rok później wystąpiła w slalomie gigancie na igrzyskach olimpijskich w Salt Lake City, kończąc rywalizację na dwunastej pozycji. bez medalu wróciła także z trzech kolejnych edycji mistrzostw świata oraz igrzysk w Turynie w 2006 roku. Pierwszy medal zdobyła na mistrzostwach świata w Val d’Isère w 2009 roku, zajmując drugie miejsce w gigancie. Rozdzieliła tam na podium Austriaczkę Kathrin Hölzl i Tanję Poutiainen z Finlandii. Kolejne medale zdobyła podczas igrzysk w Vancouver w 2010 roku, plasując się na drugim miejscu w supergigancie i gigancie. W pierwszej konkurencji lepsza była tylko Austriaczka Andrea Fischbacher, a w drugiej Słowenkę wyprzedziła Niemka Viktoria Rebensburg. Rok później, na mistrzostwach świata w Garmisch-Partenkirchen zwyciężyła w gigancie, a w superkombinacji była druga za Austriaczką Anną Fenninger. Mistrzostwa świata w Schladming w 2013 roku przyniosły jej trzy kolejne trofea: w superkombinacji i gigancie była druga, a supergigancie zwyciężyła. Maze brała także udział w igrzyskach olimpijskich w Soczi w 2014 roku, gdzie sięgnęła po złoto w gigancie i zjeździe (ex aequo z Dominique Gisin ze Szwajcarii). Na tych samych igrzyskach była też między innymi piąta w supergigancie i czwarta w superkombinacji, gdzie walkę o medal przegrała z Julią Mancuso z USA.
Mieszka w Črnie na Koroškem.

## Osiągnięcia

### Igrzyska olimpijskie
| Miejsce | Dzień        | Rok  | Miejscowość     | Konkurencja     | Czas biegu | Strata | Zwyciężczyni         |
| ------- | ------------ | ---- | --------------- | --------------- | ---------- | ------ | -------------------- |
| 12.     | 22 lutego    | 2002 | Park City       | Gigant          | 2:30,01    | +3,35  | Janica Kostelić      |
| 39.     | 20 lutego    | 2006 | San Sicario     | Supergigant     | 1:32,47    | +4,17  | Michaela Dorfmeister |
| 12.     | 24 lutego    | 2006 | Sestriere       | Gigant          | 2:09,19    | +2,64  | Julia Mancuso        |
| 18.     | 17 lutego    | 2010 | Whistler        | Zjazd           | 1:44,19    | +3,75  | Lindsey Vonn         |
| 5.      | 18 lutego    | 2010 | Whistler        | Superkombinacja | 2:09,14    | +1,39  | Maria Riesch         |
| 2.      | 20 lutego    | 2010 | Whistler        | Supergigant     | 1:20,14    | +0,49  | Andrea Fischbacher   |
| 2.      | 24-25 lutego | 2010 | Whistler        | Gigant          | 2:27,11    | +0,04  | Viktoria Rebensburg  |
| 9.      | 26 lutego    | 2010 | Whistler        | Slalom          | 1:42,89    | +2,20  | Maria Riesch         |
| 4.      | 10 lutego    | 2014 | Krasnaja Polana | Superkombinacja | 2:34,62    | +0,63  | Maria Höfl-Riesch    |
| 1.      | 12 lutego    | 2014 | Krasnaja Polana | Zjazd           | 1:41,57    | –      | –                    |
| 5.      | 15 lutego    | 2014 | Krasnaja Polana | Supergigant     | 1:25,52    | +0,76  | Anna Fenninger       |
| 1.      | 18 lutego    | 2014 | Krasnaja Polana | Gigant          | 2:36,87    | –      | –                    |
| 8.      | 21 lutego    | 2014 | Krasnaja Polana | Slalom          | 1:44,54    | +1,71  | Mikaela Shiffrin     |

### Mistrzostwa świata
| Miejsce | Dzień       | Rok  | Miejscowość       | Konkurencja     | Czas biegu | Strata | Zwyciężczyni      |
| ------- | ----------- | ---- | ----------------- | --------------- | ---------- | ------ | ----------------- |
| 32.     | 29 stycznia | 2001 | Sankt Anton       | Supergigant     | 1:23,44    | +2,36  | Régine Cavagnoud  |
| 16.     | 7 lutego    | 2001 | Sankt Anton       | Slalom          | 1:32,95    | +8,08  | Anja Pärson       |
| 22.     | 9 lutego    | 2001 | Sankt Anton       | Gigant          | 2:19,01    | +8,19  | Sonja Nef         |
| 5.      | 12 lutego   | 2003 | Sankt Moritz      | Gigant          | 2:30,97    | +2,06  | Anja Pärson       |
| DNF1    | 15 lutego   | 2003 | Sankt Moritz      | Slalom          | 1:39,55    | –      | Janica Kostelić   |
| 6.      | 30 stycznia | 2005 | Bormio            | Supergigant     | 1:17,64    | +1,03  | Anja Pärson       |
| 10.     | 4 lutego    | 2005 | Bormio            | Kombinacja      | 2:53,70    | +4,11  | Janica Kostelić   |
| DNF1    | 8 lutego    | 2005 | Bormio            | Gigant          | 2:13,63    | –      | Anja Pärson       |
| DNF2    | 11 lutego   | 2005 | Bormio            | Slalom          | 1:47,98    | –      | Janica Kostelić   |
| 14.     | 6 lutego    | 2007 | Åre               | Supergigant     | 1:18,85    | +1,88  | Anja Pärson       |
| DNF2    | 9 lutego    | 2007 | Åre               | Superkombinacja | 1:57,69    | –      | Anja Pärson       |
| 22.     | 13 lutego   | 2007 | Åre               | Gigant          | 2:31,72    | +2,97  | Nicole Hosp       |
| DNF1    | 16 lutego   | 2007 | Åre               | Slalom          | 1:43,91    | –      | Šárka Záhrobská   |
| 5.      | 3 lutego    | 2009 | Val d’Isère       | Supergigant     | 1:20,73    | +1,33  | Lindsey Vonn      |
| DNF2    | 6 lutego    | 2009 | Val d’Isère       | Superkombinacja | 2:20,13    | –      | Kathrin Zettel    |
| 14.     | 9 lutego    | 2009 | Val d’Isère       | Zjazd           | 1:30,31    | +2,33  | Lindsey Vonn      |
| 2.      | 12 lutego   | 2009 | Val d’Isère       | Gigant          | 2:03,49    | +0,09  | Kathrin Hölzl     |
| 11.     | 8 lutego    | 2011 | Ga-Pa             | Supergigant     | 1:23,82    | +1,24  | Elisabeth Görgl   |
| 2.      | 11 lutego   | 2011 | Ga-Pa             | Superkombinacja | 2:43,23    | +0,09  | Anna Fenninger    |
| 5.      | 13 lutego   | 2011 | Ga-Pa             | Zjazd           | 1:47,24    | +0,98  | Elisabeth Görgl   |
| 1.      | 17 lutego   | 2011 | Ga-Pa             | Gigant          | 2:20,54    | –      | –                 |
| 5.      | 11 lutego   | 2011 | Ga-Pa             | Slalom          | 1:45,79    | +1,76  | Marlies Schild    |
| 1.      | 5 lutego    | 2013 | Schladming        | Supergigant     | 1:35,39    | –      | –                 |
| 2.      | 8 lutego    | 2013 | Schladming        | Superkombinacja | 2:39,92    | +0,46  | Maria Höfl-Riesch |
| 7.      | 10 lutego   | 2013 | Schladming        | Zjazd           | 1:50,00    | +1,21  | Marion Rolland    |
| 2.      | 14 lutego   | 2013 | Schladming        | Gigant          | 2:08,06    | +1,12  | Tessa Worley      |
| 5.      | 16 lutego   | 2013 | Schladming        | Slalom          | 1:39,85    | +1,76  | Mikaela Shiffrin  |
| 2.      | 3 lutego    | 2015 | Vail/Beaver Creek | Supergigant     | 1:10,29    | +0,03  | Anna Fenninger    |
| 1.      | 6 lutego    | 2015 | Vail/Beaver Creek | Zjazd           | 1:45,89    | –      | –                 |
| 1.      | 9 lutego    | 2015 | Vail/Beaver Creek | Superkombinacja | 2:33,37    | –      | –                 |
| 5.      | 12 lutego   | 2015 | Vail/Beaver Creek | Gigant          | 2:19,16    | +1,74  | Anna Fenninger    |

### Mistrzostwa świata juniorów
| Miejsce | Dzień     | Rok  | Miejscowość | Konkurencja | Czas biegu | Strata | Zwyciężczyni         |
| ------- | --------- | ---- | ----------- | ----------- | ---------- | ------ | -------------------- |
| DNF2    | 9 marca   | 1999 | Pra Loup    | Slalom      | 1:46,62    | -      | Anja Pärson          |
| 42.     | 10 marca  | 1999 | Pra Loup    | Gigant      | 1:53,82    | +10,44 | Denise Karbon        |
| 19.     | 13 marca  | 1999 | Pra Loup    | Zjazd       | 1:11,09    | +1,67  | Kerstin Reisenhofer  |
| 14.     | 14 marca  | 1999 | Pra Loup    | Supergigant | 1:14,06    | +1,93  | Karin Blaser         |
| 13.     | 21 lutego | 2000 | Québec      | Zjazd       | 1:13,47    | +1,65  | Fränzi Aufdenblatten |
| 7.      | 22 lutego | 2000 | Québec      | Supergigant | 1:18,79    | +1,17  | Kathrin Wilhelm      |
| 10.     | 25 lutego | 2000 | Québec      | Gigant      | 1:55,08    | +2,81  | Anja Pärson          |
| 20.     | 26 lutego | 2000 | Québec      | Slalom      | 1:50,79    | +5,80  | Anja Pärson          |
| DNF2    | 10 lutego | 2001 | Verbier     | Slalom      | 1:16,53    | -      | Christine Sponring   |
| 6.      | 10 lutego | 2001 | Verbier     | Gigant      | 2:16,31    | +1,23  | Fränzi Aufdenblatten |
| 32.     | 1 marca   | 2002 | Tarvisio    | Slalom      | 1:36,54    | +5,42  | Veronika Zuzulová    |
| 20.     | 3 marca   | 2002 | Tarvisio    | Gigant      | 1:52,15    | +2,50  | Julia Mancuso        |

### Puchar Świata

#### Miejsca w klasyfikacji generalnej
- sezon 2000/2001 – 54.
- sezon 2001/2002 – 36.
- sezon 2002/2003 – 38.
- sezon 2003/2004 – 33.
- sezon 2004/2005 – 10.
- sezon 2005/2006 – 14.
- sezon 2006/2007 – 30.
- sezon 2007/2008 – 28.
- sezon 2008/2009 – 6.
- sezon 2009/2010 – 4.
- sezon 2010/2011 – 3.
- sezon 2011/2012 – 2.
- sezon 2012/2013 – 1.
- sezon 2013/2014 – 4.
- sezon 2014/2015 – 2.

#### Miejsca na podium
| Sezon     | 1. miejsce | 2. miejsce | 3. miejsce | Razem |
| 2000/2001 | -          | -          | -          | -     |
| 2001/2002 | -          | 1          | -          | 1     |
| 2002/2003 | 1          | -          | -          | 1     |
| 2003/2004 | -          | 1          | -          | 1     |
| 2004/2005 | 3          | -          | 2          | 5     |
| 2005/2006 | 1          | 1          | 1          | 3     |
| 2006/2007 | -          | -          | -          | -     |
| 2007/2008 | 1          | -          | -          | 1     |
| 2008/2009 | 2          | 1          | 2          | 5     |
| 2009/2010 | 1          | 2          | -          | 3     |
| 2010/2011 | 2          | 3          | 3          | 8     |
| 2011/2012 | -          | 6          | 4          | 10    |
| 2012/2013 | 11         | 7          | 6          | 24    |
| 2013/2014 | 1          | 1          | 4          | 6     |
| 2014/2015 | 3          | 5          | 5          | 13    |
| Suma      | 26         | 28         | 27         | 81    |

#### Zwycięstwa w zawodach
1. Sölden – 26 października 2002 (gigant)
2. Sankt Moritz – 22 grudnia 2004 (gigant)
3. Santa Caterina – 8 stycznia 2005 (gigant)
4. Maribor – 22 stycznia 2005 (gigant)
5. Sölden – 22 października 2005 (gigant)
6. Sankt Moritz – 2 lutego 2008 (zjazd)
7. Maribor – 10 stycznia 2009 (gigant)
8. Åre – 14 marca 2009 (gigant)
9. Garmisch-Partenkirchen – 11 marca 2010 (gigant)
10. Tarvisio – 4 marca 2011 (superkombinacja)
11. Lenzerheide – 18 marca 2011 (slalom)
12. Sölden – 27 października 2012 (gigant)
13. Aspen – 24 listopada 2012 (gigant)
14. Sankt Moritz – 7 grudnia 2012 (superkombinacja)
15. Sankt Moritz – 9 grudnia 2012 (gigant)
16. Courchevel – 16 grudnia 2012 (gigant)
17. St. Anton – 13 stycznia 2013 (supergigant)
18. Maribor – 27 stycznia 2013 (slalom)
19. Méribel – 24 lutego 2013 (superkombinacja)
20. Ga-Pa – 2 marca 2013 (zjazd)
21. Ofterschwang – 10 marca 2013 (slalom)
22. Lenzerheide – 17 marca 2013 (gigant)
23. Cortina d’Ampezzo – 25 stycznia 2014 (zjazd)
24. Levi – 15 listopada 2014 (slalom)
25. Lake Louise – 5 grudnia 2014 (zjazd)
26. Åre – 12 grudnia 2014 (gigant)

#### Pozostałe miejsca na podium w zawodach
1. Maribor – 4 stycznia 2002 (gigant) – 2. miejsce
2. Zwiesel – 7 lutego 2004 (gigant) – 2. miejsce
3. Altenmarkt – 11 grudnia 2004 (supergigant) – 3. miejsce
4. San Sicario – 25 lutego 2005 (supergigant) – 3. miejsce
5. Lienz – 28 grudnia 2005 (gigant) – 3. miejsce
6. Sankt Moritz – 20 stycznia 2006 (supergigant) – 2. miejsce
7. Tarvisio – 22 lutego 2009 (supergigant) – 3. miejsce
8. Bansko – 28 lutego 2009 (zjazd) – 2. miejsce
9. Bansko – 1 marca 2009 (supergigant) – 3. miejsce
10. Åre – 12 grudnia 2009 (gigant) – 2. miejsce
11. Maribor – 17 stycznia 2010 (slalom) – 2. miejsce
12. Sankt Moritz – 12 grudnia 2010 (gigant) – 3. miejsce
13. Courchevel – 21 grudnia 2010 (slalom) – 3. miejsce
14. Monachium – 2 stycznia 2011 (slalom równoległy) – 2. miejsce
15. Åre – 25 lutego 2011 (superkombinacja) – 2. miejsce
16. Åre – 26 lutego 2011 (zjazd) – 2. miejsce
17. Szpindlerowy Młyn – 12 marca 2011 (slalom) – 3. miejsce
18. Flachau – 20 grudnia 2011 (slalom) – 3. miejsce
19. Lienz – 29 grudnia 2011 (slalom) – 2. miejsce
20. Zagrzeb – 3 stycznia 2012 (slalom) – 2. miejsce
21. Bad Kleinkirchheim – 8 stycznia 2012 (supergigant) – 2. miejsce
22. Cortina d’Ampezzo – 15 stycznia 2012 (supergigant) – 3. miejsce
23. Sankt Moritz – 27 stycznia 2012 (superkombinacja) – 2. miejsce
24. Soldeu – 12 lutego 2012 (gigant) – 2. miejsce
25. Ofterschwang – 2 marca 2012 (gigant) – 2. miejsce
26. Ofterschwang – 3 marca 2012 (gigant) – 3. miejsce
27. Schladming – 14 marca 2012 (zjazd) – 3. miejsce
28. Aspen – 25 listopada 2012 (slalom) – 3. miejsce
29. Sankt Moritz – 8 grudnia 2012 (supergigant) – 2. miejsce
30. Åre – 19 grudnia 2012 (gigant) – 3. miejsce
31. Åre – 20 grudnia 2012 (slalom) – 3. miejsce
32. Semmering – 28 grudnia 2012 (gigant) – 2. miejsce
33. Semmering – 29 grudnia 2012 (slalom) – 3. miejsce
34. Monachium – 1 stycznia 2013 (slalom równoległy) – 2. miejsce
35. Cortina d’Ampezzo – 19 stycznia 2013 (zjazd) – 2. miejsce
36. Cortina d’Ampezzo – 20 stycznia 2013 (supergigant) – 3. miejsce
37. Maribor – 26 stycznia 2013 (gigant) – 2. miejsce
38. Ga-Pa – 1 marca 2013 (supergigant) – 2. miejsce[2]
39. Ofterschwang – 9 marca 2013 (gigant) – 2. miejsce
40. Lenzerheide − 16 marca 2013 (slalom) – 3. miejsce
41. Levi – 16 listopada 2013 (slalom) – 3. miejsce
42. Sankt Moritz – 15 grudnia 2013 (gigant) – 3. miejsce
43. Val d’Isère – 20 grudnia 2013 (zjazd) – 2. miejsce
44. Crans Montana – 2 marca 2014 (zjazd) – 3. miejsce
45. Lenzerheide – 13 marca 2014 (supergigant) – 3. miejsce
46. Lake Louise – 7 grudnia 2014 (supergigant) – 3. miejsce
47. Åre − 13 grudnia 2014 (slalom) – 2. miejsce
48. Val d’Isère – 21 grudnia 2014 (supergigant) – 3. miejsce
49. Flachau – 13 stycznia 2015 (slalom) – 2. miejsce
50. Bansko – 1 marca 2015 (superkombinacja) – 2. miejsce
51. Bansko – 2 marca 2015 (supergigant) – 2. miejsce
52. Ga-Pa – 7 marca 2015 (zjazd) – 3. miejsce
53. Ga-Pa – 8 marca 2015 (supergigant) – 2. miejsce
54. Méribel – 19 marca 2015 (supergigant) – 3.miejsce
55. Méribel – 22 marca 2015 (gigant) – 3.miejsce

- W sumie (26 zwycięstw, 28 drugich i 27 trzecich miejsc)

## Dyskografia
- My Way Is Decision (2012)